# 1-ша група ССО армії США
1-ша група сил спеціальних операцій армії США (англ. 1st Special Forces Group (United States)) — військове формування, група сил спеціальних операцій армії США, призначена для виконання завдань спеціальних та загальновійськових операцій, ведення партизанської війни.

## Призначення
На 1-шу групу сил спеціальних операцій сухопутних військ покладаються 6 основних завдань:
- ведення нетрадиційних бойових дій,
- забезпечення і підготовка військових формувань дружних іноземних держав,
- спеціальна розвідка,
- прямі бойові дії,
- врятування заручників та
- контртерористична діяльність.

Також група бере участь у проведенні пошуково-рятувальних та бойових пошуково-рятувальних, гуманітарних й миротворчих операціях.
Основним пунктом постійної дислокації 1-ї групи ССО є Об'єднана військова база Льюїс-Маккорд, Такома, штат Вашингтон. 1-й батальйон групи дислокується на військовій базі Торії Стейшн, Окінава, Японія.
1-ша група ССО перебуває у підпорядкуванні Командування військ ССО армії (Командування ССО армії) через структурний елемент Об'єднаного Командування збройних сил США на Тихому океані, який відповідає за підготовку та застосування компоненту сил спеціальних операцій у цьому регіоні — Командуванню ССО США «Тихий океан». Зоною відповідальності 1-ї групи є повна зона відповідальності Тихоокеанського Командування США.

## Оргштатна структура 1-ї групи ССО армії США

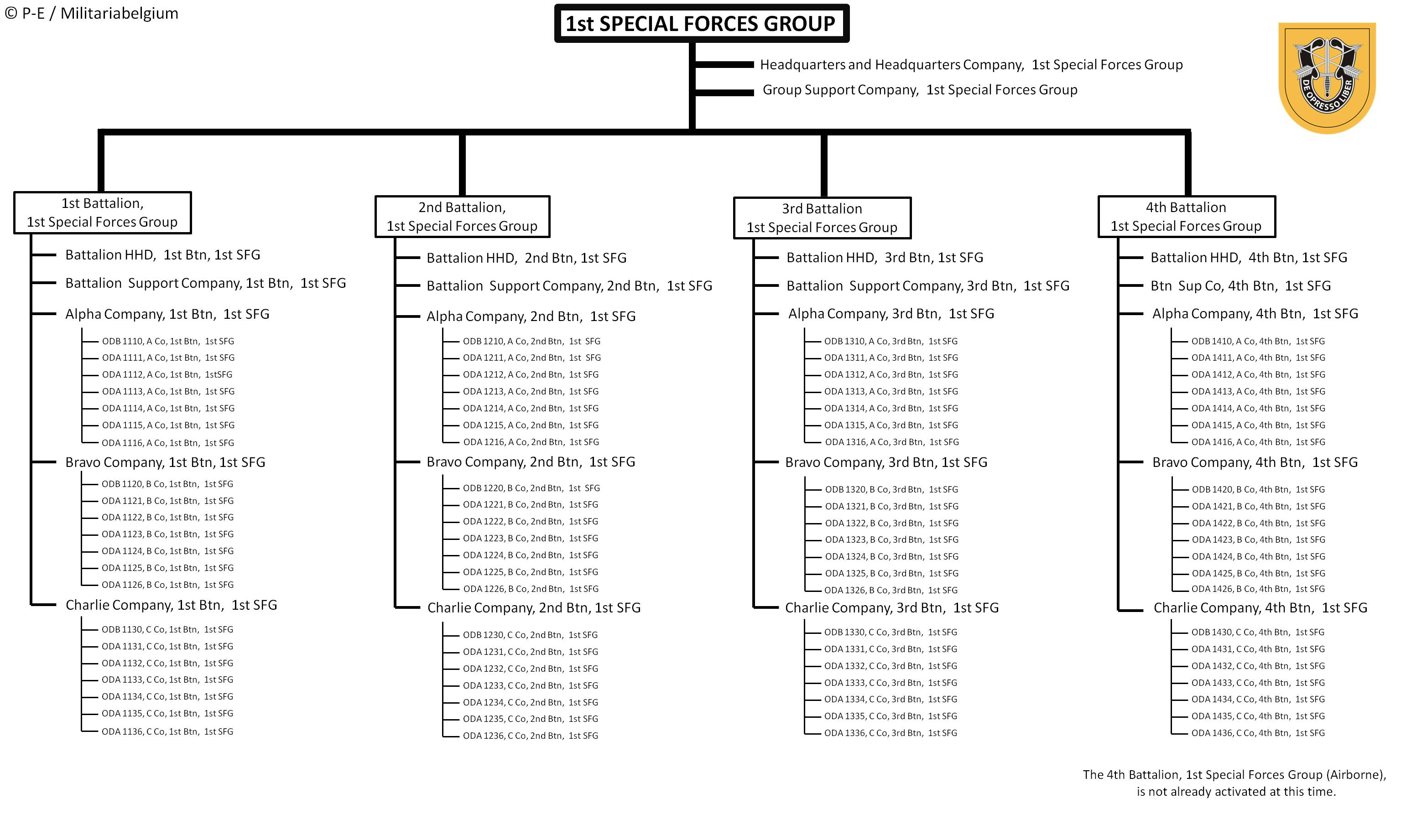
Організаційно-штатна структура 1-ї групи ССО армії США